# 신민서

신민서(2015년 5월 11일 ~ )는 대한민국의 배우이다.

## 출연

### 드라마
- 2022년 tvN 《배드 앤 크레이지》 - 일수팸 여아 역
- 2022년 SBS 《악의 마음을 읽는 자들》 - 풍선들고있는 아이 역
- 2022년 tvN 《환혼》 - 아이1 역
- 2023년 SBS 《천원짜리 변호사》 - 비눗방울아이 역
- 2023년 MBC 《마녀의 게임》 - 친구 역
- TBA OTT 《소녀복수극》 - 혜성4인방 홍지딸 역
- TBA OCN 《경이로운 소문(드라마)/시즌 2》 - 유치원아이 역
- TBA JTBC 《놀아주는 여자》 - 유나 역

### 영화
- TBA 《고양이키스》 - 한별 역